# Besneville
Besneville est une commune française, située dans le département de la Manche en région Normandie, peuplée de 662 habitants.

## Géographie

### Localisation
La commune de Besneville est située en Basse-Normandie, dans le département de la Manche.
Les communes limitrophes sont  Canville-la-Rocque, Fierville-les-Mines, Neuville-en-Beaumont, Port-Bail-sur-Mer, Saint-Jacques-de-Néhou, Saint-Sauveur-le-Vicomte et Taillepied.

### Hydrographie
La commune est située dans le bassin Seine-Normandie. Elle est drainée par la Saudre, le cours d'eau 01 d'Alleaume, le cours d'eau 01 de la Heurtauderie, le cours d'eau 01 de l'Hommet, le cours d'eau 01 du Petit Manoir, le cours d'eau 02 de la Grande Motte, le fossé 01 des Planques, le fossé 01 du Pont Jacquet, l'Olonde et divers autres petits cours d'eau,.
La Saudre, d'une longueur de 14 km, prend sa source dans la commune de Saint-Maurice-en-Cotentin et se jette dans la Douve en limite de Saint-Sauveur-le-Vicomte et de Néhou, après avoir traversé six communes.

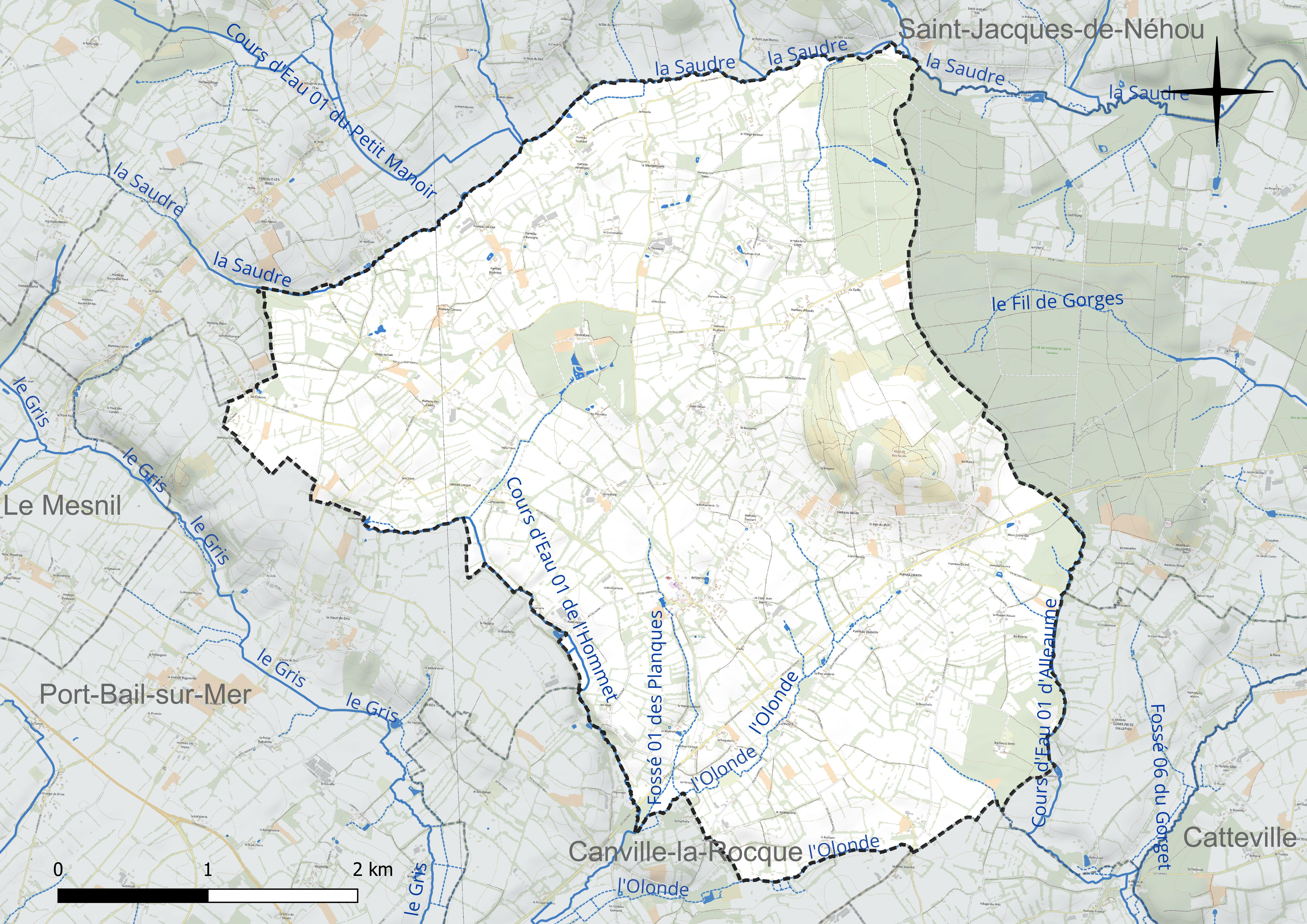
Réseau hydrographique de Besneville.

### Climat
Pour des articles plus généraux, voir Climat de la Normandie et Climat de la Manche.
En 2010, le climat de la commune est de type climat océanique franc, selon une étude du CNRS s'appuyant sur une série de données couvrant la période 1971-2000. En 2020, Météo-France publie une typologie des climats de la France métropolitaine dans laquelle la commune est exposée à un climat océanique et est dans la région climatique  Normandie (Cotentin, Orne), caractérisée par une pluviométrie relativement élevée (850 mm/a) et un été frais (15,5 °C) et venté. Parallèlement le GIEC normand, un groupe régional d'experts sur le climat, différencie quant à lui, dans une étude de 2020, trois grands types de climats pour la région Normandie, nuancés à une échelle plus fine par les facteurs géographiques locaux. La commune est, selon ce zonage, exposée à un « climat maritime », correspondant au Cotentin et à l'ouest du département de la Manche, frais, humide et pluvieux, où les contrastes pluviométrique et thermique sont parfois très prononcés en quelques kilomètres quand le relief est marqué.
Pour la période 1971-2000, la température annuelle moyenne est de 11 °C, avec une amplitude thermique annuelle de 11,3 °C. Le cumul annuel moyen de précipitations est de 921 mm, avec 14,1 jours de précipitations en janvier et 7,6 jours en juillet. Pour la période 1991-2020, la température moyenne annuelle observée sur la station météorologique la plus proche, située sur la commune de Sainte-Marie-du-Mont à 29 km à vol d'oiseau, est de 11,6 °C et le cumul annuel moyen de précipitations est de 890,0 mm,. Pour l'avenir, les paramètres climatiques de la commune estimés pour 2050 selon différents scénarios d'émission de gaz à effet de serre sont consultables sur un site dédié publié par Météo-France en novembre 2022.

## Urbanisme

### Typologie
Au 1er janvier 2024, Besneville est catégorisée commune rurale à habitat dispersé, selon la nouvelle grille communale de densité à sept niveaux définie par l'Insee en 2022.
Elle est située hors unité urbaine et hors attraction des villes,.

### Occupation des sols

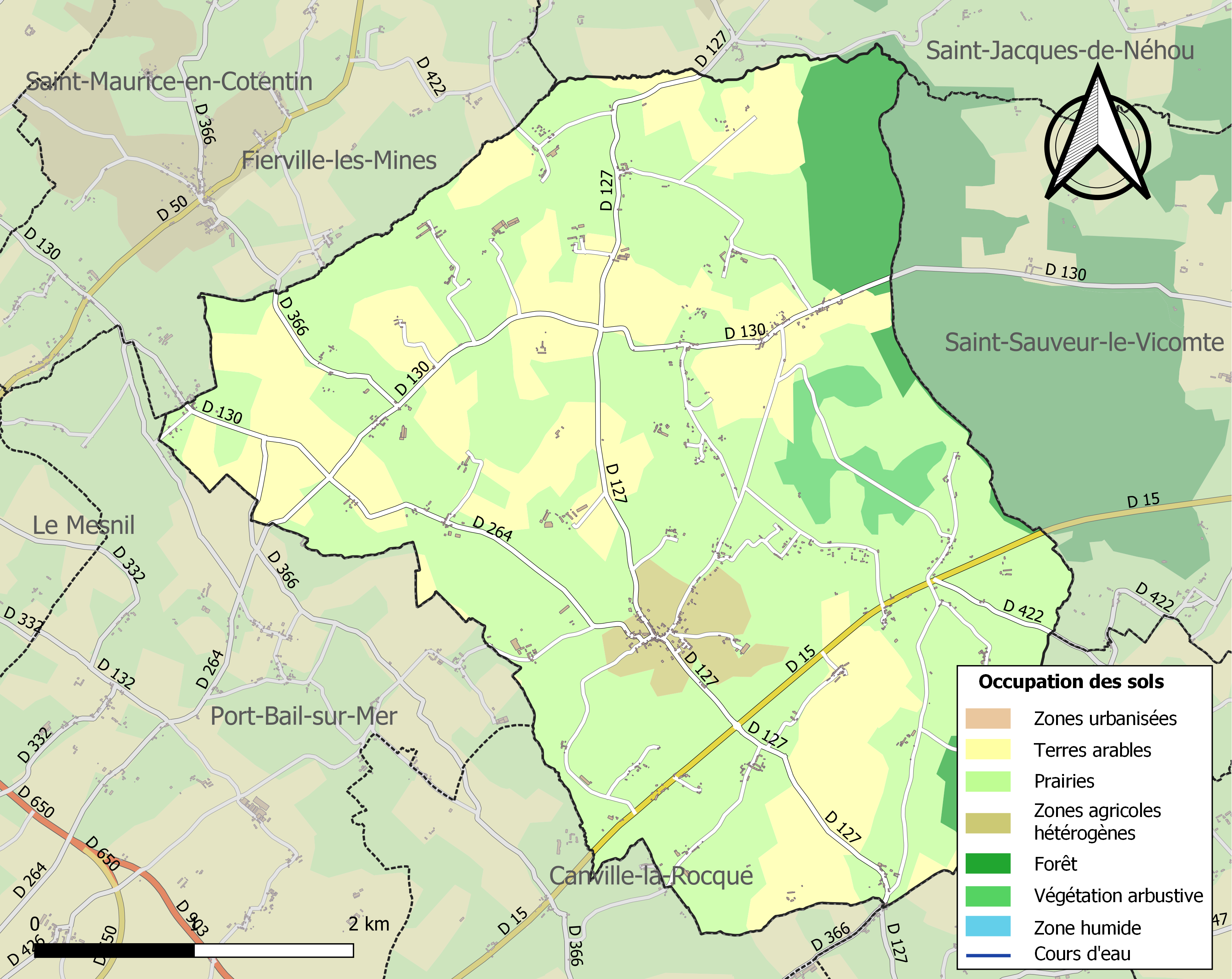
Carte des infrastructures et de l'occupation des sols de la commune en 2018 (CLC).

L'occupation des sols de la commune, telle qu'elle ressort de la base de données européenne d'occupation biophysique des sols Corine Land Cover (CLC), est marquée par l'importance des territoires agricoles (90,1 % en 2018), en diminution par rapport à 1990 (92,4 %).
La répartition détaillée en 2018 est la suivante : prairies (61,3 %), terres arables (25,8 %), forêts (7,4 %), zones agricoles hétérogènes (3 %), milieux à végétation arbustive et/ou herbacée (2,4 %).
L'évolution de l'occupation des sols de la commune et de ses infrastructures peut être observée sur les différentes représentations cartographiques du territoire : la carte de Cassini (XVIIIe siècle), la carte d'état-major (1820-1866) et les cartes ou photos aériennes de l'IGN pour la période actuelle (1950 à aujourd'hui).

## Toponymie
Le nom de la commune est attesté sous la forme Bernavilla et Bernam villam vers 1056.
De l'ancien français ville au sens de « domaine rural » et du nom de personne germanique Berno (« le domaine de Berno »).

## Histoire

### Moyen Âge
En 1472, la paroisse avait pour seigneur Pierre Le Poupet.

### Temps modernes
En 1567, Jean de La Luthumière, écuyer, baron, de La Luthumière, sieur de La Haye-d'Ectot, Le Buisson à Besneville, de Mons à Yvetot-Bocage et d'Yvetot, est taxé de 65 livres dans le rôle des nobles et roturiers, au titre du ban et de l'arrière ban de la vicomté de Coutances, réalisé par Gilles Dancel, seigneur d'Audouville, lieutenant général du bailli de Cotentin, tenu à Coutances les 20-22 octobre. Le Buisson, quart de fief de haubert relevant de la vicomté de Saint-Sauveur-Lendelin, avait des extensions sur Gouey, Portbail et Angoville.
En 1747, le bourg a pour seigneur Pancrace Hellouin (1683-1755), également seigneur de Gouey et du Dicq. Il est inhumé le 25 novembre 1755 dans le chœur de l'église de Besneville.

### Révolution française et Empire
Gilles-Joseph Férey (1754-1794), né à Besneville, curé d'Anneville-en-Seine près de Rouen, refusa de prêter serment et sera condamné à la déportation à Cayenne. Parqué sur les pontons de Rochefort, il y décède.

### Époque contemporaine
Félicité de Clamorgan (1780-1872), née à Saint-Rémy-des-Landes et décédée à Besneville, légua son domaine de Taillefer à la commune et créa un prix de vertu.

## Politique et administration
| Période                                  | Période   | Identité             | Étiquette | Qualité      |
| ---------------------------------------- | --------- | -------------------- | --------- | ------------ |
| 1945                                     | 1970      | Jean-Michel Cauchard |           |              |
| 1970                                     | 1989      | Louis Lerossignol    |           |              |
| 1989                                     | mars 2001 | Denise Avenel        |           |              |
| mars 2001                                | En cours  | Michel Lafosse       | SE        | Entrepreneur |
| Les données manquantes sont à compléter. |           |                      |           |              |

Le conseil municipal est composé de quinze membres dont le maire et deux adjoints.

## Population et société
Les habitants de la commune sont appelés les Besnevillais.

### Démographie
L'évolution du nombre d'habitants est connue à travers les recensements de la population effectués dans la commune depuis 1793. Pour les communes de moins de 10 000 habitants, une enquête de recensement portant sur toute la population est réalisée tous les cinq ans, les populations de référence des années intermédiaires étant quant à elles estimées par interpolation ou extrapolation. Pour la commune, le premier recensement exhaustif entrant dans le cadre du nouveau dispositif a été réalisé en 2005.
En 2022, la commune comptait 662 habitants, en évolution de −0,6 % par rapport à 2016 (Manche : −0,31 %, France hors Mayotte : +2,11 %).
Besneville a compté jusqu'à 1 629 habitants en 1846.
| 1793  | 1800  | 1806  | 1821  | 1831  | 1836  | 1841  | 1846  | 1851  |
| ----- | ----- | ----- | ----- | ----- | ----- | ----- | ----- | ----- |
| 1 339 | 1 328 | 1 436 | 1 450 | 1 487 | 1 575 | 1 538 | 1 629 | 1 569 |

| 1856  | 1861  | 1866  | 1872  | 1876  | 1881  | 1886  | 1891 | 1896 |
| ----- | ----- | ----- | ----- | ----- | ----- | ----- | ---- | ---- |
| 1 454 | 1 500 | 1 450 | 1 086 | 1 142 | 1 058 | 1 050 | 957  | 971  |

| 1901 | 1906 | 1911 | 1921 | 1926 | 1931 | 1936 | 1946 | 1954 |
| ---- | ---- | ---- | ---- | ---- | ---- | ---- | ---- | ---- |
| 923  | 896  | 892  | 783  | 771  | 783  | 751  | 751  | 823  |

| 1962 | 1968 | 1975 | 1982 | 1990 | 1999 | 2005 | 2006 | 2010 |
| ---- | ---- | ---- | ---- | ---- | ---- | ---- | ---- | ---- |
| 764  | 682  | 580  | 564  | 536  | 516  | 601  | 643  | 668  |

| 2015 | 2020 | 2022 | - | - | - | - | - | - |
| ---- | ---- | ---- | - | - | - | - | - | - |
| 667  | 658  | 662  | - | - | - | - | - | - |

### Manifestations culturelles et festivités
La fête de la Saint-Florent a lieu tous les ans lors du troisième dimanche d'août.

## Culture locale et patrimoine

### Lieux et monuments
- Église Saint-Florent des XIIIe – XIXe siècles classée au titre des monuments historiques depuis le 6 septembre 1993[37]. L'édifice du XIIIe siècle présente une nef très haute charpentée à collatéraux. Ses arcades sont en tiers point. Son clocher est typique du Cotentin avec son toit en bâtière. Elle recèle une belle statuaire : une Vierge à l'Enfant du XIVe, une Vierge de calvaire du XVe, un saint Sébastien du XVe. Ces œuvres, ainsi que le maitre-autel avec tabernacle, retable, bas-relief et les statues de saint Florent et de saint Claude, deux autels secondaires du XVIIIe et la poutre de gloire avec son christ en croix du XVIIIe, sont classées au titre objet[38]. Est également conservée une verrière de Mazuet[28].
- Deux ifs funéraires notables près de l'avant-porche latérale sud de style gothique.
- Chapelle de la Guéranderie des XVIIe – XVIIIe siècles.
- Site du mont de Besneville avec ses trois anciens moulins à vent, dont l'un est en ruine (table d'orientation) et les deux autres ont été reconvertis, après la Seconde Guerre mondiale, en chapelle Notre-Dame-sur-le-Mont[28].
- Croix de chemin dite la croix Blondel du XVIIe siècle et la Croix Rompue, remontant au XVe siècle.
- Croix de cimetière dites la petite croix du XVIIe siècle et la grande croix du XIXe.
- Calvaire du XIXe siècle.
- Hôtel Breuilly du XVIIIe siècle. Ancien relais de poste restauré avec son jardin[28].
- Montcreveuil des XVIe – XVIIIe siècles.